# Sinking Spring, Ohio
Sinking Spring là một làng thuộc quận Highland, tiểu bang Ohio, Hoa Kỳ. Năm 2010, dân số của làng này là 133 người.

## Dân số
- Dân số năm 2000: 158 người.
- Dân số năm 2010: 133 người.